# Music of the Spheres (Mike-Oldfield-Album)
Music of the Spheres (dt.: Sphärenmusik) ist ein Album des britischen Musikers Mike Oldfield aus dem Jahr 2008. Nach verschiedenen Abstechern in das Genre des Chill Out ist dies eine Rückkehr zu Oldfields klassischen Wurzeln.

## Entstehungs- und Veröffentlichungsgeschichte
Am 23. Februar 2006 erwähnte Oldfield bei einem BBC-Interview erstmals ein langes Instrumentalstück, an dem er gerade arbeite. Die Grundidee sei eine Umsetzung der antiken Vorstellung, die Bewegung von Himmelskörpern könnte musikalisch ausgedrückt werden (siehe auch Sphärenmusik).
In Zusammenarbeit mit Karl Jenkins und dem Pianisten Lang Lang begannen die Aufnahmen im Juni 2007. Ursprünglich für den 31. Oktober 2007 angekündigt, wurde die Veröffentlichung mehrfach verschoben. Folgende Veröffentlichungstermine waren geplant: Im November 2007: 5., 9., 12. Dann wurde der Termin auf Januar 2008 und schließlich auf den 4. März 2008 verschoben (Großbritannien: 17. März).
Am 7. März 2008 wurde das Album im Guggenheim-Museum in Bilbao, Spanien, vor geladenen Gästen und unter Beteiligung von Hayley Westenra uraufgeführt. Die Aufnahme ist seit dem 17. März auf iTunes erhältlich und seit November 2008 Bestandteil der limitierten Version des Studioalbums.

## Besonderheiten
- Im Gegensatz zu früheren Werken spielt Oldfield lediglich klassische Gitarre.
- Das Album kommt ganz ohne Loops aus.
- Die Tracks 2 bis 7 und 8 bis 14 gehen jeweils fließend ineinander über.
- Lang Lang kam nie in die Studios nach London, sondern spielte seinen Teil in New York ein.
- Oldfield komponierte das Album komplett am Computer und ließ es dann von Karl Jenkins für ein Orchester umschreiben.
- Wie schon bei früheren Alben lässt Oldfield Elemente seines Megasellers Tubular Bells miteinfließen: So erkennt man eine Abwandlung des berühmten Opening Theme wieder (Tracks 1 und 6), und auch die Tubular Bells selbst sind als Instrument wieder mit dabei (Track 14).
- Track 14 ist aufgebaut wie die Titel Finale (aus Tubular Bells 2003) und The Bell (aus Tubular Bells II), da verschiedene Instrumente nacheinander dasselbe Thema aufnehmen; allerdings werden die Instrumente hier nicht angesagt, und es sind nur vier: Klavier, Glockenspiel, Gitarre und Röhrenglocken.

## Trackliste (und ggf. ihre deutsche Bedeutung)

### Teil I
1. Harbinger (Vorbote, Omen) – 4:08
2. Animus (Seele) – 3:09
3. Silhouette – 3:19
4. Shabda – 4:00
5. The Tempest (Der Sturm) – 5:48
6. Harbinger (Reprise) – 1:30
7. On My Heart (Auf meinem Herzen) – 2:27 (Gesang: Hayley Westenra)

### Teil II
1. Aurora (Aurora) – 3:42
2. Prophecy (Prophezeiung) – 2:54
3. On My Heart (Reprise) – 1:16 (Gesang: Hayley Westenra)
4. Harmonia Mundi (Weltharmonie) – 3:46
5. The Other Side (Die andere Seite) – 1:28
6. Empyrean (Empyrion) – 1:37
7. Musica Universalis (Universelle Musik) – 6:24

## Kommentar von Mike Oldfield
Im Booklet der CD schreibt Oldfield (freie Übersetzung):
„In dieser Welt hat alles einen Puls oder eine Schwingung. Diese Geräuschkulisse ist bei jedem Lebewesen und jedem Ding einzigartig und kreiert eine Musik, die niemand hören kann. Ich glaube, diese Musik steht mit unserem Leben in Einklang und beeinflusst es maßgeblich. Was würde passieren, wenn wir einen Schritt weiterdenken und diese Vorstellung auf größere, mächtigere Dimensionen ausdehnen; wie etwa das gesamte Sonnensystem oder gar die Galaxis, wie würde sich das anhören?“
„Sphärenmusik ist die uralte Theorie, dass jeder Himmelskörper, die Sonne, der Mond und die Sterne, über eine innere Musik verfügen. Dies ist ein harmonisches und mathematisches Konzept, das von den Bewegungen der Planeten im Sonnensystem abgeleitet ist. Die dabei entstehende Musik ist für das menschliche Ohr nicht hörbar.“
„Music of the Spheres ist meine Interpretation dieser Theorie. Jeder Planet und jeder Stern; das ganze Universum trägt Musik in sich, die niemand hören kann. Dies ist, wie sie sich anhören würde, wenn sie freigelassen werden würde. Das ist Music of the Spheres.“